# 대한민국의 진보정당

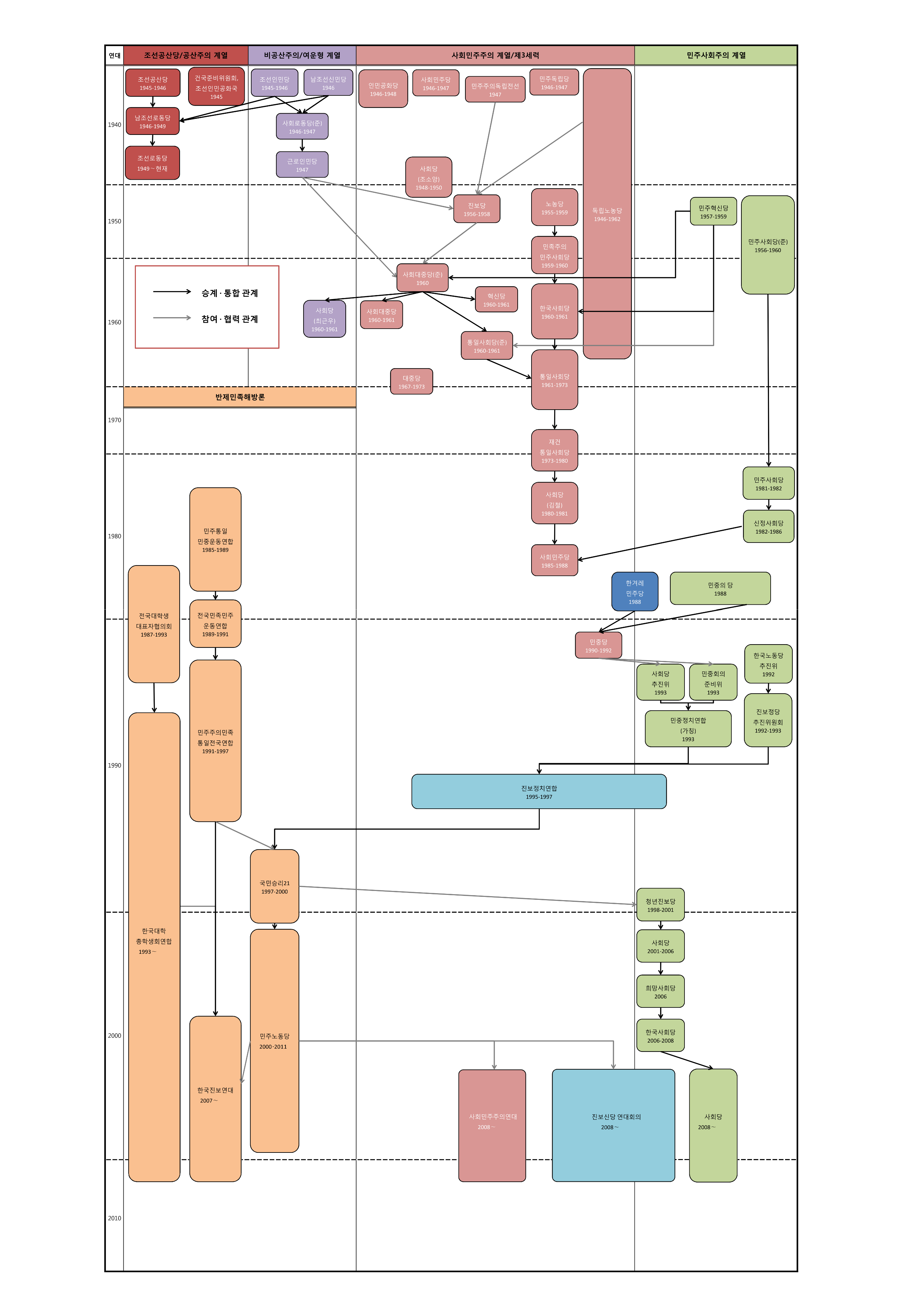
대한민국 진보세력의 흐름

대한민국의 진보정당은 현재 대한민국에서 사회주의, 민족해방, 여성해방, 동물해방 등을 표방한 정당을 주로 지칭한다.

## 역사

### 공산주의와 사민주의의 경쟁시대
조선공산당은 주요 목표가 공산주의이기도 했지만 구성원은 중도좌파에서 극좌까지 세심하게 분류되어 있었다. 해방 후 조선공산당은 남조선노동당, 사회당 등등 여러 계열로 나뉘게 된다. 조봉암의 진보당은 역사적 기반의 경우는 조선공산당에 뿌리를 두었지만, 사회민주주의를 표방하는 중도좌익의 진보정당이었다. 또한 재야 진보 정치인들도 진보 정치의 주류 인사로 분류된다. 대한민국 내에 존재하는 진보정당은 1950년대 후반에 걸쳐 조선민주주의인민공화국의 조선 로동당과 똑같은 좌익세력으로 분류되어 대부분 대한민국 정부에 의해 숙청되었고, 약 30년 간의 공백기를 가졌다. 1980년대부터 학생 운동권의 주축을 이루어 온 민족 해방(NL)과 민중 민주(PD) 계열이 새로이 진보정당의 주류 세력으로 자리매김했다.

### 민주정부 출범과 국민참여의 시대
1987년 6월 항쟁 이후 진보세력의 독자적 정치세력화 구상은 1987년 대선에서 백기완을 후보로 출마시키는 계획으로 구체화됐다. 이후 백기완선거대책본부를 중심으로 민중의당이 창립됐고, 민주노총이 합법화된 이후에는 민주노총의 주도로 건설국민승리21이 1997년 창당했다. 국민승리21은 2000년 민주노동당으로 재창당했다.
한편, PD계열의 일부 세력은 국민승리21 창당 이후인 1998년 사회당을 창당했다. 민주노동당 창당 이후 양 세력은 통합을 논의했지만, 2001년 원용수 당시 사회당 대표는 "민중의 요구보다 조선노동당의 외교정책을 우위에 놓는 종북 세력과는 함께 당(활동)을 할 수 없습니다"며, 거부 의사를 밝혔다.

### 진보진영과 민중세력의 세분화 시대
민주노동당은 2004년 총선에서 10명을 당선시키는 파란을 일으켰으나, 당내 양대 세력인 NL과 PD의 이념 차이, 다수파인 NL의 패권주의 등의 문제를 결국 극복하지 못했다. 2008년 당내 PD 세력인 조승수, 노회찬, 심상정 등은 진보신당을 창당했다. 이후 민주노동당은 야권연대 전략을 통해 2010년 지방선거에서 기초단체장 3명을 배출하는 등 성과를 냈으나, 독자전략을 고수했던 진보신당은 상대적으로 적은 성과를 내는데 그쳤다.
2011년 초부터 민주노동당과 진보신당은 진보대통합 논의를 시작했다. 하지만 애초 분당의 원인이었던 이념 차이, 패권주의 문제가 명확히 해소되지 않은데 이어, 친노무현 계열의 국민참여당의 진보대통합 참여를 둘러싼 이견 때문에 진보대통합은 결렬됐다. 이후 진보정당 운동은 민주노동당, 국민참여당, 진보신당 탈당파가 합당한 통합진보당과 사회당과 합친 진보신당의 두 갈래로 이어져갔다. 넓은 의미에서 녹색당까지 진보정당으로 포함하기도 한다.
2012년 총선에서 통합진보당은 13명을 당선시킨데 반해 진보신당은 원내 진출에 실패한다. 하지만 통합진보당은 총선 이후 비례대표 경선 과정에서 불거진 논란으로 경기동부연합, 울산연합 등 NL 다수파(구주류)와 인천연합 등 NL 소수파, 국민참여당 계열, 진보신당 탈당파(혁신파)로 분당했다. 분당파는 진보정의당을 창당했다. 2012년 총선 이후 등록취소된 진보신당은 '진보좌파정당' 건설을 목표로 재창당을 했다. 2012년 대선에서 통합진보당은 이정희, 진보정의당은 심상정을 대선후보로 선출했지만 둘 모두 중도사퇴했다. 진보신당은 대선후보를 내지 않고 김소연 무소속 후보를 지원했지만, 진보신당 일부 세력은 김순자 무소속 후보를 지지했다.
이후 대한민국 제19대 대통령 선거에서는 정의당의 심상정 후보가 6.17%를 득표하여 조봉암 이후 진보정당 출신 후보중 가장 많은 득표수를 얻었다.

## 목록

### 진보주의의 태동

#### 조선공산당 (1945)
1945년 8월 16일 장안파와 8월 20일 결성한 박헌영의 재건파 등이 연합하여 창당하였다.
- 위원장: 박헌영(1945)

#### 남조선로동당 (1946)
남조선로동당(약칭 남로당)은 1946년 11월 23일 서울에서 조선공산당, 남조선신민당, 조선인민당의 합당으로 결성된 공산주의정당이다.
- 제주 4·3 사건
- 여순 14연대 반란사건 등에 연루됨
- 위원장: 박헌영(1946)

#### 근로인민당 (1947)
1947년 5월 남조선로동당 탈당파와 여운형 등을 중심으로 결성
- 위원장: 여운형(1947. 5) - 홍명희(1947 ~ 1948. 4) - 장건상 (1948. 4 ~ 1949)
- 부위원장: 장건상
- 초대 당수 여운형 암살 후, 홍명희, 장건상 등의 지도로 남북협상에도 참여하였으나 1949년 이후 독립노농당에 흡수됨

#### 사회민주당 (1947)
1947년 여운홍 등에 의해 결성
1952년 자유당에 흡수
- 당수: 여운홍

### 진보세력의 암흑기

#### 사회당 (1948)
1948년 12월 조소앙이 창당. 1950년 총선거에서 2석을 획득하였으나 6.25 전쟁 이후 소멸됨

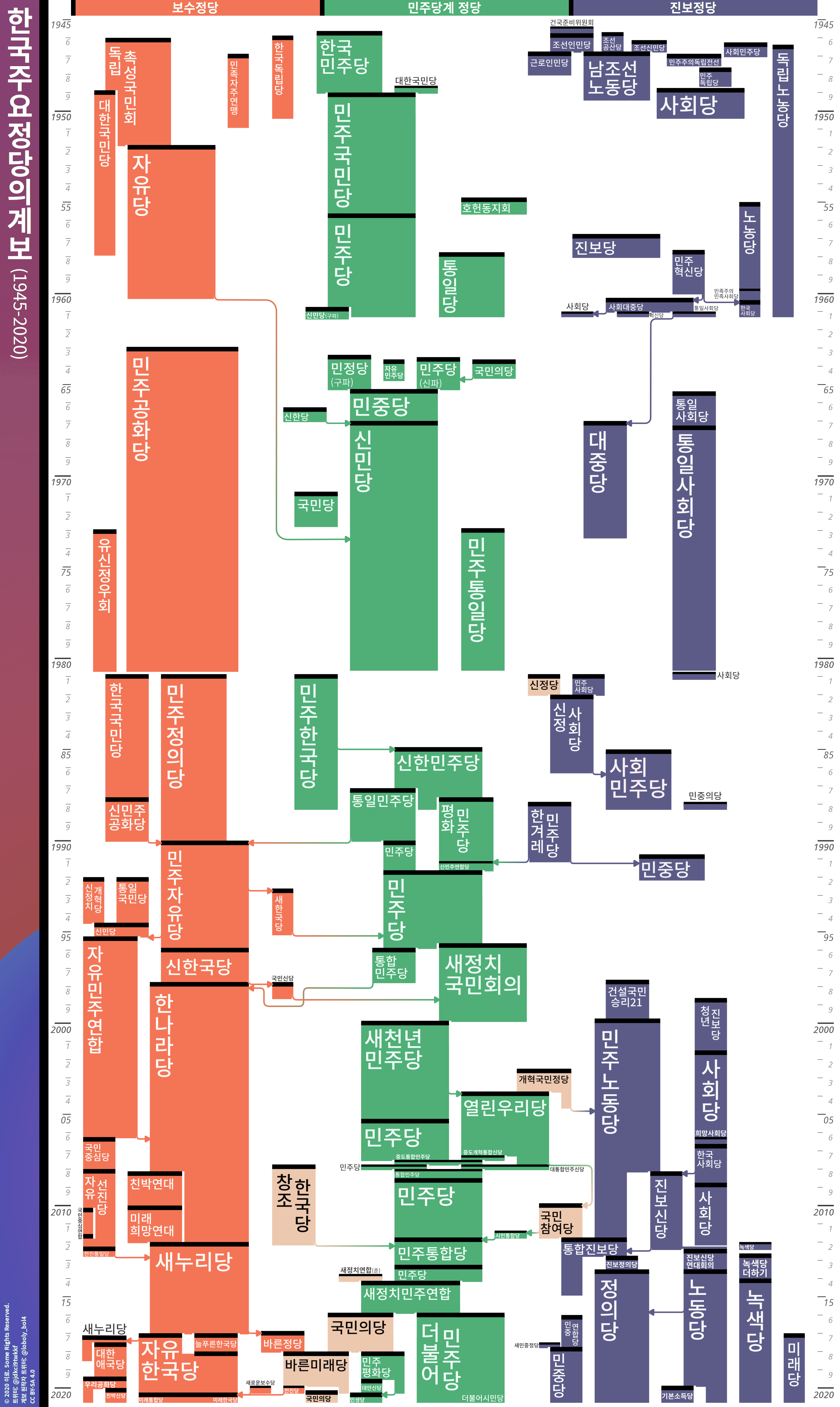
대한민국의 주요 정당 시계열표

- 당수: 조소앙

#### 진보당 (1956)
1956년, 조봉암 등을 중심으로 결성된 진보정당으로 진보적 민주주의, 사회민주주의를 이념으로 하였다.
- 1956년 11월 창당.
- 1958년 2월 25일 - 관계법령에 의해 등록 취소.
- 총재: 죽산 조봉암(1955~1958) → 박기출(총재대행, 1958~1959, 정당 해산)

#### 한국사회당 (1960)
- 1960년 전진한 등이 결성
- 원내진출 실패, 1961년 5·16 군사정변 이후 1962년 구정치인 정화법에 의해 해산
- 1963년 재창당되었으나 5대 총선거에서 원내진출에 실패
- 1967년 통일사회당에 흡수, 소멸.

#### 통일사회당 (1967)
- 1967년 4월 창당
- 제도권 내 유일하게 허용된 혁신정당이었음
- 1980년 12월 강제 해산됨

#### 민주사회당 (1981)
- 1981년 1월 구정치인 정치정화법 일부 해제로 구 통일사회당계 인사들에 의해 재창당
- 원내진출 실패, 해산

### 민중정치의 새시대

#### 제3세대당 (1986)
- 1986년 창당
- 1987년 7월 22일 당에서 공식 성명서를 내고 '모든 민주인사와 정치인의 전면 석방 및 사면·복권을 즉각 단행하라'발표
- 1988년 13대 국회의원 총선거에 후보자를 냈으나 모두 낙선.
- 1988년 4월 29일 - 정당법에 의해 등록취소. 대부분의 인사들 평화민주당으로 흡수

#### 민중의당 (1988)
- 1987년 백기완선거대책본부에서 활동하던 민중운동 활동가들이 주축이 되어 설립된 진보정당
- 1988년 3월 11일 등록.
- 1988년 4월 29일 - 정당법에 의해 등록취소. 대부분의 인사들 평화민주당으로 흡수
- 총재: 정태윤

#### 한겨레민주당 (1988)
- 1988년 4월 6일 등록.
- 1991년 3월 13일 - 정당법에 의해 등록취소.
- 총재: 예춘호

#### 민중당 (1990)
- 1990년 11월 19일 등록.
- 1992년 3월 30일 - 정당법에 의해 등록취소.
- 총재: 이우재, 김상기, 김낙중 (공동총재)

#### 진보정치연합 (1994)
진보정당 창당을 위해 당시 진보주의 계열 세력들이 연합한 당

### 진보진영의 세분화

#### 건설국민승리21 (1997)
- 1997년 11월 24일 등록. (약칭: 국민승리21)
- 1999년 11월 15일 해산.
- 총재: 권영길

#### 청년진보당 (1998)
- 1998년 11월 창당
- 1998년 12월 9일 등록.
- 2000년 총선 서울 전 지역구 출마 평균 3% 득표
- 2001년 8월 - ‘사회당’으로 당명 개정
- 2002년 김영규 대표 대통령 선거 출마
- 2006년 4월, ‘희망사회당’으로 이름 변경
- 2006년 10월 -  ‘한국사회당’으로 당명 개정
- 2007년 금민 대표 대통령 선거 출마
- 2008년 11월 - 다시 ‘사회당’으로 당명 개정
- 2012년 2월 - 진보신당으로의 합당 수임기구 설치
- 2012년 3월 4일 - 진보신당과 합당하여 소멸
- 대표: 최혁 → 원용수 → 김영규 → 신석준 → 금민 → 최광은 → 안효상

#### 민주노동당 (2000)
- 2000년 1월 30일 창당한 사회주의적 성격의 진보정당
- 2004년 대한민국 17대 총선에서 13%의 정당 득표율, 10석의 국회의원 확보로 첫 원내 진입
- 대표: 권영길 → 김혜경 → 문성현 → 심상정 비상대책위원장 → 천영세 → 강기갑 → 이정희
- 대선이 끝난 후 심상정 전 의원을 중심으로 혁신운동을 전개하였으나, 분화로 귀결됨.
- 분당 후 치러진 2008년 18대 총선에서 지역구 2석, 전국구 3석 당선
- 2011년 12월 6일, 국민참여당과의 신설합당으로 11년 만에 해산

#### 통합진보당 (2011)
2011년 12월 6일 야권소통합의 일환인 민주노동당, 국민참여당, 새진보통합연대의 합당으로 출범한 정당이다. 기본적인 입장은 민주노동당과 비슷하다. 약칭은 진보당이다. 당명을 정할 때부터 계파간의 불협화음이 있었다. 그러다 2012년 총선 비례대표 경선 과정에서 부정선거 의혹이 제기되어 이른바 통합진보당 부정 경선 사건이 일어나게 되었다. 결국 이 사태를 계기로 민노계 일부, 참여계, 진보신당 탈당파의 상당수가 탈당해 진보정의당을 창당했다. 뒤이어 18대 대선에서는 이정희가 기호 3번으로 출마했으나 중도에 사퇴했다. 현재는 비상대책위원회 체제가 끝나고 3기 지도부가 출범하였다. 대표적인 인물로는 이정희, 이석기, 김재연, 유선희, 황선, 김홍렬 등이 있다. 그러나 2014년 12월 19일 헌법재판소는 재판관 9명 중 인용 8명, 기각 1명의 의견으로 통합진보당을 위헌정당으로 보고 해산시켰다.
- 대표
  - 이정희·유시민·심상정 (1기 공동대표, 2011년 12월 5일 ~ 2012년 5월 12일), 조준호 (2012년 2월 23일  ~ 2012년 5월 12일)
  - 강기갑 (비상대책위원장, 2012년 5월 14일 ~ 7월 15일)
  - 강기갑 (2기, 2012년 7월 15일 ~ 2012년 9월 10일)
  - 강병기 (비상대책위원장, 2012년 9월 16일 ~ 2013년 2월 22일)
  - 이정희 (3기, 2013년 2월 22일 ~ 2014년 12월 19일)
- 의원단
  - 김재연, 이석기, 김미희, 김선동(~2014.6), 오병윤, 이상규

#### 민중연합당 (2016)
통합진보당 해산 이후 통합진보당의 일부였던 경기동부연합 계열에서 2016년 2월 27일 창당한 대한민국의 노동 운동, 농민 운동, 청년 계열의 정당이다. 2017년 10월 15일을 기해 새민중정당과 민중당으로 신설합당하였다.

#### 새민중정당 (2017)
통합진보당 해산 이후 통합진보당의 일부였던 울산연합 계열에서 2017년에 창당한 정당이다. 민중연합당과 2017년 10월 15일에 민중당으로 신설합당하였다.

### 진보정당의 현재

#### 노동당 (2008)
2008년 3월 16일 민주노동당에서 탈당한 민중 민주계 당원들을 중심으로 창당한 사회민주주의 정당이다. 기본적인 입장은 민주노동당 등 여타 진보정당과 비슷하나, 조선민주주의인민공화국에 대한 적극적인 비판 입장을 취하고 있다. 실제 2011년 당대회에서 조선민주주의인민공화국의 3대 세습에 대해 반대한다는 입장을 당 강령으로서 밝혔다. 2011년 말 진보대통합에 참여하여 통합진보정당 출범에 참여하려 했으나 당대회에서 합의안을 부결시켜 무산되었다. 이후, 상임고문으로 있던 노회찬, 심상정 등이 탈당했다. 2012년 총선 직전에는 사회당과 합당했다. 그러나, 2012년 총선에서 득표수 미달로 등록 취소되었다.
등록 취소로 2016년까지 진보신당이라는 명칭도 사용할 수 없어 진보신당 연대회의라는 이름으로 창당준비위원회를 구성하여 재창당활동을 완료하여 2012년 10월 22일 재창당 절차를 완료하였다. 당색은 빨간색이다. 대한민국 18대 대통령 선거에서는 진보신당 비례대표 후보였던 김순자가 출마하려 하였으나, 당에서 독자후보를 내지 않기로 하자 탈당하여 무소속으로 출마했다. 이후, 진보신당은 공식적으로 무소속 김소연 후보를 지지하였다. 이듬해 2월, 녹색사회주의를 내건 이용길이 경선을 통해 당 대표로 취임하였다. 진보정치 재건을 위해 2013년 7월 21일에 임시당대회를 열어 노동당으로 당명을 변경하였다.
- 대표(2008년 창당 이후)
  - 노회찬, 심상정, 박김영희, 이덕우, 김석준, 조승수, 홍세화, 안효상

- 대표(2012년 총선 이후)
  - 4기 : 홍세화, 안효상(사회당 합당 이후)(2011년 11월 25일 ~ 2012년 10월 27일)
  - 대표대행 : 김종철 (2012년 10월 27일 ~ 2013년 2월 2일)
  - 5기 : 이용길 (2013년 2월 2일 ~ 2015년 1월 30일)

- 의원단(2014년 지선 이후)
  - 여영국(경남도의회), 송미량(거제시의회), 한기수(거제시의회)
  - 김원배(울산동구의회), 장태수(대구서구의회), 김규찬(인천중구의회), 김희서(구로구의회)

#### 녹색당 (2012)
대한민국의 생태주의 정당이다. 2012년 3월 4일, 녹색당으로 창당했으나, 19대 총선 결과, 지역구 및 비례대표에서 의석 획득에 실패하고 정당득표에서도 0.48%을 얻어 등록 취소되어 4년 간 동일 당명을 사용하지 못하는 규정에 의거, 2012년 10월 녹색당 더하기로 당명을 바꾸어 재창당하였으나, 해당 조항인 정당법 제41조4항, 제44조1항3호가 2014년 1월 28일 헌법재판소의 위헌 판결에 따라 무효화되어 2014년 2월 19일에 중앙선관위의 승인으로 원래 당명 '녹색당'을 되찾았다. 현재 중앙선관위 등록 명칭은 녹색당이다.

#### 정의당 (2012)
통합진보당 부정 경선 사건 이후 통합진보당 혁신파가 주도하여 2012년 10월 창당한 진보정당이다. 민주노동당 출신 인천연합과 국민참여당, 진보신당 탈당파가 주축이다. 창당대회에서 심상정 의원이 진보정의당 대통령 후보로 확정되었으나, 2012년 11월 26일에 심상정은 정권교체와 야권 단일화를 위해 대한민국 18대 대통령 선거 대통령 후보 등록을 포기하고 대통령 후보직을 사퇴하였다. 2013년 7월 21일에 혁신당원대회를 열고 진보정의당에서 정의당으로 당명을 변경하였다. 현재는 원내 3당의 지위를 유지하고 있다. 대표적인 인물로는 천호선, 심상정, 노회찬, 유시민, 김제남, 서기호 등이 있다.
- 대표
  - 노회찬·조준호 (공동대표, 2012년 10월 21일 ~ 2013년 7월 21일)
  - 천호선 (2013년 7월 21일 ~ 2015년 7월 30일)
  - 심상정 (2015년 7월 30일 ~ 2017년 7월 11일)
  - 이정미 (2017년 7월 11일 ~ 2019년 7월 13일)
  - 심상정 (2019년 7월 13일 ~ 2020년 10월 9일)
  - 김종철 (2020년 10월 12일 ~ 2021년 1월 25일)
  - 김윤기 (대표권한대행, 2021년 1월 25일 ~ 2021년 1월 29일)
  - 강은미 (비상대책위원장, 2021년 1월 30일 ~ 2021년 3월 24일)
  - 여영국 (2021년 3월 24일 ~ 2022년 6월 2일)
  - 이은주 (비상대책위원장, 2022년 6월 2일 ~ 2022년 10월 28일)
  - 이정미 (2022년 10월 28일 ~ 2023년 11월 6일)
  - 배진교 (2023년 11월 6일 ~ 2023년 11월 15일)
  - 이준우 (비상대책위원장, 2023년 11월 15일 ~ 2024년 5월 27일)
  - 권영국 (2024년 5월 27일 ~ )

- 의원단
  - 심상정, 정진후, 김제남, 박원석, 서기호

#### 진보당 (2017)
2017년 10월 15일에 창당된 대한민국의 진보정당이다. 2017년 10월 15일 오전 10시 국회의원회관 소회의실에서 새민중정당과 민중연합당 양당의 수임기관 합동회의를 통해 합당을 공식 완료하고, 오후 2시 서울시청 앞 광장에서 '비정규직 없는 세상, 전쟁 없는 나라', '민중에게 권력을, 민중에게 행복'을 대회 슬로건으로 내걸고 1만여 명의 전국 당원과 함께 민중당 창당을 선언하며 "촛불혁명의 계승, 자주와 평화, 비정규직 철폐를 향한 진보 단결의 대장정을 시작한다."고 하면서 "노동자, 농민, 빈민, 청년 여성들의 직접 정치 운동의 확대로 새로운 정치 바람을 불러일으킬 것"이라고 밝히는 광장 출범식을 개최하였다.
2020년 진보당으로 당명을 변경하였다.

## 역대 선거 결과

### 대통령 선거
| 년도 | 대수 | 후보자 | 정당           | 득표율 | 득표수      | 결과 | 당락 |
| ---- | ---- | ------ | -------------- | ------ | ----------- | ---- | ---- |
| 1997 | 15대 | 권영길 | 건설국민승리21 | 1.2%   | 306,026표   | 4위  | 낙선 |
| 2002 | 16대 | 권영길 | 민주노동당     | 3.9%   | 957,148표   | 3위  | 낙선 |
| 2007 | 17대 | 권영길 | 민주노동당     | 3.0%   | 712,121표   | 5위  | 낙선 |
| 2017 | 19대 | 심상정 | 정의당         | 6.2%   | 2,017,458표 | 5위  | 낙선 |
| 2022 | 20대 | 심상정 | 정의당         | 2.4%   | 803,358표   | 3위  | 낙선 |
| 2025 | 21대 | 권영국 | 민주노동당     | 1.0%   | 344,150표   | 4위  | 낙선 |

### 국회의원 선거
| 년도 | 대수 | 정당                  | 득표수                          | 득표율      | 지역구        | 전국구 | 의석          |
| ---- | ---- | --------------------- | ------------------------------- | ----------- | ------------- | ------ | ------------- |
| 1950 | 2대  | 사회당                | 89,413                          | 1.3%        | 2 / 210       |        | 2 / 210       |
| 1960 | 5대  | 사회대중당 한국사회당 | 598,986(민의원) 707,989(참의원) | 6.6% · 3.3% | 5 / 2332 / 58 |        | 5 / 2332 / 58 |
| 1967 | 7대  | 통일사회당            | 104,975                         | 1%          | 0 / 131       | 0 / 44 | 0 / 175       |
| 1971 | 8대  | 통일사회당            | 97,398                          | 0.9%        | 0 / 153       | 0 / 51 | 0 / 204       |
| 1981 | 11대 | 민주사회당            | 524,361                         | 3.2%        | 2 / 184       | 0 / 92 | 2 / 276       |
| 1985 | 12대 | 신정사회당            | 288,863                         | 1.4%        | 1 / 184       | 0 / 92 | 1 / 276       |
| 1988 | 13대 | 한겨레민주당          | 251,236                         | 1.3%        | 1 / 224       | 0 / 75 | 1 / 299       |
| 1992 | 14대 | 민중당                | 319,041                         | 1.5%        | 0 / 237       | 0 / 62 | 0 / 299       |
| 2000 | 16대 | 민주노동당            | 223,261                         | 1.2%        | 0 / 227       | 0 / 46 | 0 / 273       |
| 2004 | 17대 | 민주노동당            | 2,774,061                       | 13%         | 2 / 243       | 8 / 56 | 10 / 299      |
| 2008 | 18대 | 민주노동당 진보신당   | 1,477,911                       | 8.6%        | 2 / 245       | 3 / 54 | 5 / 299       |
| 2012 | 19대 | 통합진보당            | 2,198,082                       | 10.3%       | 7 / 246       | 6 / 54 | 13 / 300      |
| 2016 | 20대 | 정의당                | 1,719,891                       | 7.2%        | 2 / 253       | 4 / 47 | 6 / 300       |
| 2020 | 21대 | 정의당 민중당         | 2,993,568                       | 10.7%       | 1 / 253       | 5 / 47 | 6 / 300       |

### 지방선거
| 년도 | 정당       | 도지사 | 시읍면장               | 도의원  | 시읍면 의원                |
| ---- | ---------- | ------ | ---------------------- | ------- | -------------------------- |
| 1960 | 사회대중당 | 0 / 10 | 0 / 260 / 82 0 / 1,359 | 2 / 485 | 0 / 4200 / 1,0553 / 15,376 |

| 년도 | 정당                     | 광역단체장 | 기초단체장 | 광역의원 | 기초의원    |
| ---- | ------------------------ | ---------- | ---------- | -------- | ----------- |
| 1991 | 민중당                   |            |            | 1 / 866  |             |
| 2002 | 민주노동당               | 0 / 16     | 2 / 232    | 11 / 680 |             |
| 2006 | 민주노동당               | 0 / 16     | 0 / 230    | 15 / 733 | 66 / 2,888  |
| 2010 | 민주노동당 진보신당      | 0 / 16     | 3 / 228    | 27 / 761 | 137 / 2,888 |
| 2014 | 통합진보당 정의당 노동당 | 0 / 17     | 0 / 226    | 4 / 789  | 51 / 2,898  |
| 2018 | 정의당 민중당            | 0 / 17     | 0 / 226    | 11 / 824 | 37 / 2,927  |
| 2022 | 정의당 진보당            | 0 / 17     | 1 / 226    | 5 / 872  | 24 / 2,988  |

## 같이 보기
- 대한민국의 정당
  - 대한민국의 역대 정당
    - 대한민국의 보수정당
    - 대한민국의 민주당계 정당
    - 대한민국의 종교정당